# Stunt
Stunt – brytyjski zespół muzyki elektronicznej, w którego skład wchodzą Pete Kirtley, Molly Smitten-Downes, Simon Wills i Dave Valler.

## Dyskografia

### Single
| Rok                            | Tytuł               | Najwyższe pozycje na listach | Najwyższe pozycje na listach | Najwyższe pozycje na listach |
| Rok                            | Tytuł               | GBR                          | IRL                          | FIN                          |
| ------------------------------ | ------------------- | ---------------------------- | ---------------------------- | ---------------------------- |
| 2004                           | „Raindrops”         | 51                           | 49                           | 8                            |
| 2009                           | „I’ll Be There”     | –                            | –                            | –                            |
| 2010                           | „Fade Like the Sun” | –                            | –                            | –                            |
| „–” pozycja nie była notowana. |                     |                              |                              |                              |

#### Z gościnnym udziałem
| Rok  | Tytuł                                 | Najwyższe pozycje na listach | Najwyższe pozycje na listach | Najwyższe pozycje na listach | Najwyższe pozycje na listach | Najwyższe pozycje na listach | Certyfikat    |
| Rok  | Tytuł                                 | GBR                          | IRL                          | BEL (FLA)                    | NLD                          | GER                          | Certyfikat    |
| ---- | ------------------------------------- | ---------------------------- | ---------------------------- | ---------------------------- | ---------------------------- | ---------------------------- | ------------- |
| 2008 | „Raindrops (encore une fois)” (Sash!) | 9                            | 26                           | 6                            | 49                           | 51                           | - GBR: srebro |

### Pozostałe utwory

#### Z gościnnym udziałem
| Rok  | Tytuł                                     | Uwagi                                     |
| ---- | ----------------------------------------- | ----------------------------------------- |
| 2009 | „I Will Learn to Love Again” (Basshunter) | Wydany na albumie Bass Generation         |
| 2010 | „I’m Alive” (Micky Modelle & Breeze)      | Wydany na kompilacji Hardcore Til I Die 3 |

### Remiksy
| Rok  | Tytuł                   | Artysta       | Źródło |
| ---- | ----------------------- | ------------- | ------ |
| 2009 | „Wine Up” (Stunt Remix) | Micky Modelle | [ 11 ] |

### Teledyski
| Rok  | Tytuł               |
| ---- | ------------------- |
| 2009 | „I’ll Be There”     |
| 2009 | „Fade Like the Sun” |

#### Z gościnnym udziałem
| Rok  | Tytuł                         | Artysta |
| ---- | ----------------------------- | ------- |
| 2008 | „Raindrops (encore une fois)” | Sash!   |